# فرناندو فرنانديز
فرناندو فرنانديز (بالإسبانية: Fernando Fernández) (و. 1940 – 2010 م) هو رسام، وفنان قصص مصورة، من إسبانيا، ولد في برشلونة، توفي في برشلونة، عن عمر يناهز 70 عاماً.